# Brunate
Brunate är en ort och kommun i provinsen Como i regionen Lombardiet i Italien. Kommunen hade 1 710 invånare (2018).